# عمليات قتالية في 2014 خلال معركة حلب

## بداية عملية نجم سهيل
في مطلع ديسمبر 2013 أطلق الجيش السوري عملية نجم سهيل بهدف تطويق حلب وقطع خطوط الإمداد للمتمردين إلى المدينة مما يحاصر المناطق التي يسيطر عليها المتمردون.
بين 15 و 28 ديسمبر 2013 أسفرت سلسلة من هجمات طائرات الهليكوبتر العسكرية بالبراميل المتفجرة ضد المناطق التي يسيطر عليها المتمردون في حلب عن مقتل 517 شخصا بينهم 151 طفل و46 امرأة و46 متمرد وفقا إلى المرصد السوري لحقوق الإنسان. ادعى أحد قادة المتمردين أنه بحلول 26 ديسمبر قتل أكثر من 1000 شخص في حملة التفجير. في 9 يناير أعلنت جماعات المعونة أن أكثر من 700 شخص قد قتلوا منذ بدء حملة التفجير.
في 20 ديسمبر سيطر المتمردون الإسلاميون بمن فيهم أعضاء جبهة النصرة على مستشفى الكندي الذي استخدمه جنود الحكومة كقاعدة لعدة أشهر. قتل مصور رويترز ملحم بركات أثناء العملية. قتل ما لا يقل عن 20 جنديا نظاميا وأسر العشرات في القتال الذي بدأ بعد أن قام مقاتلان من جبهة النصرة بتفجير أنفسهم عند نقاط التفتيش التي تحرس المستشفى. بعد بضعة أيام اقتحمت القوات الحكومية واستولت على جزء كبير من حي بني زيد في الضواحي الشمالية الشرقية للمدينة.
في 25 ديسمبر ادعت مصادر مؤيدة للحكومة أن الجيش السوري استولى على منطقتي الشيخ مقصود والجبعنات في مدينة حلب.
في 8 يناير 2014 هاجمت قوات المتمردين الإسلامية الموالية للائتلاف الوطني مقر داعش في مستشفى في حي القاضي عسكر في حلب. تشير التقارير إلى أن المتمردين نجحوا في الاستيلاء على القاعدة وتحرير العشرات من المتمردين والمعتقلين المدنيين بينما كان يتعافى أيضا جثث عشرات الأشخاص الذين يبدو أنهم أعدموا. في مكان آخر أفيد بأن أكثر من 100 من قوات داعش استسلموا في منطقة ساليهين في حلب. بحلول نهاية 6 يناير ارتفع عدد القتلى في التفجيرات إلى 603 بينهم 172 طفل و54 امرأة و54 متمرد.
في 9 يناير أفيد بأن المتمردين طردوا جميع قوات داعش من مدينة حلب.
في 11 يناير 2014 قامت القوات الحكومية بتأمين منطقة النقارين وتل الشيخ يوسف وكانت تتقدم نحو المنطقة الصناعية في مدينة حلب. قال نشطاء المعارضة أن المتمردين يخشون فقدان المنطقة الصناعية التي ستخفض خطوط الإمدادات من تركيا. في اليوم التالي تقدم الجيش أيضا نحو الطريق السريع الذي يربط المطار بالجزء الغربي من المدينة الذي تسيطر عليه الحكومة.
في 14 يناير أفادت التقارير بأن الجيش استولى على الزرزور والطانة والصبيحية والارتفاع 53 على المشارف الشرقية لحلب. في 15 يناير أفاد مراسل قناة المنار أن الجيش استولى على الصباحية والفوري وتل ريمان شرق مدينة السفيرة وكان يتجه نحو محطة الكهرباء شمال شرق مدينة السفيرة. في وقت لاحق ادعت قناة المنار أن الجيش استولى على تل علم وهويجنا شرق حلب أيضا على طرق محطة الكهرباء. في الوقت نفسه انسحبت القوات الحكومية من مطار كويريس العسكري شرق حلب والمحطة والقرى التي تم الاستيلاء عليها حول القاعدة.
في 16 يناير أحرز الجيش تقدما بطيئا في حي بني زيد في حين استولى المتمردون على مبنيين في منطقة سيف الدولة.
في 17 يناير قصف الجيش قرى تل النعام وجوبول وتال إستابيل واستولى على قرية تل سوبها. بحلول 18 يناير تأكد أن القوات الحكومية استولت على مدينة تل علم الواقعة غرب محطة توليد الكهرباء. كما تم القبض على الشيخ زيات على المشارف الجنوبية للمنطقة الصناعية.
في 25 يناير استولى الجيش على حي كرم القصر على الجانب الشرقي من مدينة حلب بعد ثلاثة أيام من القتال.
في 27 يناير تجدد القتال في منطقة الجامع الأموي في البلدة القديمة في حلب حيث زعم المتمردون تدمير قاعدة لحزب الله في جبل هوينا واستيلاء على معظم المباني في بلدة معاذ الأرتيك على أطراف حلب الشمالية الغربية.
في 28 يناير استولى المتمردون على جبل معارث الأرتيك الذي استخدمه الجيش لقصف المدن التي يسيطر عليها المتمردون. في نفس اليوم تقدم الجيش المزيد من التقدم واستولى على مقاطعتي بالورا وقصر الطراب وفقا لما ذكرته صحيفة الوطن الموالية للحكومة. أضافت أن العملية بدأت من مطار نيراب في الشرق بالإضافة إلى قرية عزيزة في الجنوب مشيرا إلى أن القوات وصلت إلى ضواحي ميسار وهي معقل للمتمردين في جنوب شرق حلب. في الوقت نفسه أكد المرصد السوري لحقوق الإنسان أن الجيش استول على حي كرم القصر على الحافة الجنوبية الشرقية من حلب وأفاد بأن سكان ميسر ومرجة وإنزارات يفرون من منازلهم «للأحياء التي تسيطر عليها قوات النظام بسبب القتال».
في 2 فبراير أعلنت صحيفة الوطن الموالية للحكومة أن الجيش استولى على معظم منطقة كرم الطراب الشرقية في حلب.
في 7 فبراير استولى اللواء الإسلامي أحرار الشام وجبهة النصرة على السيطرة الكاملة على سجن حلب المركزي حيث اقتحموا المركز بعد أن فجر انتحاري بريطاني اسمه أبو سليمان البريطاني سيارة مفخخة عند المدخل. ادعى المتمردون أيضا أنه أطلق سراح مئات المحتجزين وكثير منهم ناشطون من السجن تفيد التقارير بأنهم احتجزوا 3000 سجين في ظروف سيئة. ادعت مصادر حكومية أن الجنود داخل السجن دمروا شاحنة الانتحاري بآر بي جي قبل وصوله إلى المدخل. في اليوم التالي استعاد الجيش معظم السجن. قتل ما لا يقل عن 47 شخصا في القتال بما في ذلك قائد النصرة في عملية سجن حلب: سيف الله الشيشاني.
في 16 فبراير استولت القوات الحكومية على قرية شيخ نجار جنوب المنطقة الصناعية وكذلك تلة الغالي على الضواحي الشرقية لحلب.
في 17 فبراير أطلق لواء التوحيد التابع للجبهة الإسلامية عملية زلزال وقامت بتفجير مناجم تحت قيادة الجيش في فندق كارلتون مما أدى إلى تلف أجزاء من الفندق. زعمت مصادر المعارضة أيضا أن المتمردين استولوا على نقاط إستراتيجية حول قلعة حلب.
في 19 فبراير زعم المتمردون أنه استعاد شيخ نجار في حين ذكر المركز أنه من غير الواضح من سيطر على المنطقة. في اليوم التالي أعاد الجيش تأمين شيخ نجار واستولى على تلين استراتيجيين يطلان على الأحياء الشرقية من حلب والغالية وسريتل. أفيد أيضا بأن المتمردين قاموا بتفجير مناجم تحت قيادة الجيش بالقرب من قلعة حلب. كان هذا ثالث هجوم من نوعه هذا الشهر باستخدام شبكة من الأنفاق.
في 24 فبراير أحرز الجيش تقدما في منطقة الشيخ نجار الصناعية حيث أرسل المتمردون تعزيزات إلى المنطقة. كان الجيش يحاول الاستيلاء على المناطق الاستراتيجية في الشيخ نجار التي تطل على أطراف سجن حلب المركزي الذي كان تحت حصار المتمردين لأكثر من عام. كان الجيش يأمل في وضع المدفعية في تلك المواقع للمساعدة في درء الهجمات على السجن. في اليوم التالي استولى الجيش على مصنع شركة زنوبيا للسيراميك في منطقة الشيخ سعيد في حلب. كما استولى الجنود وميليشيا جيش الدفاع الوطني ومقاتلي حزب الله على مواقع جديدة بالقرب من قاعدة 80 مما جعلهم يبعدون كيلومترا واحدا عن منطقة طارق الباب.
بحلول 9 مارس استولت القوات الحكومية على تلة إستراتيجية حيث وضعوا المدفعية لقصف مواقع المتمردين حول السجن. كما أفيد بأن الجيش استولى على منطقة هنانو الشرقية في مدينة حلب وكان يخطط لفتح طريق جديد يربط بين هنانو والمنطقة الصناعية بعد أن يتم القبض عليه مما يفرض حصارا على المدينة.
في 18 مارس قام المتمردون بتفجير عبوة ناسفة في نفق تحت قصر العدل. ادعى المتمردون أنهم استولوا على قصر العدل القديم بعد الانفجار.

## الهجمات والهجمات المضادة
في 23 مارس 2014 استولى المتمردون على كفر حمرا تلة شويحنة الاستراتيجية المطلة على غرب حلب وقطعوا طريق الإمداد إلى مطار حلب لفترة وجيزة قبل أن تجد القوات الحكومية طريقا آخر للإمداد. كما استولى المتمردون على مركز الشرطة على حافة القلعة فضلا عن المنشآت العسكرية في منطقة الليرمون.
في 28 مارس أفيد بأن جنديا سوريا من الحرس الجمهوري وخمسة من جنوده قتلوا في منطقة الليرمون.
في 9 أبريل أفادت الأنباء أن الهلال الأحمر السوري ووكالة الأمم المتحدة للاجئين سلمتا المساعدات إلى المناطق التي يسيطر عليها المتمردون في مدينة حلب لأول مرة منذ 10 أشهر.
في 10 أبريل استولى المتمردون على مبنى الخدمات الفنية ومبنى الخادمة الفنية بالقرب من مبنى المخابرات الجوية لكن مصادر مؤيدة للحكومة نفت أن المتمردين يتقدمون في غرب حلب. أفيد أيضا بأن الجيش يحاول استعادة السيطرة على منطقة عقرب التي يسيطر عليها المتمردون.
في 12 أبريل يقال أن المتمردين اقتحموا الحكومة في منطقة راموسه الصناعية في محاولة لقطع طريق إمدادات الجيش بين المطار وقاعدة عسكرية كبيرة بجوار المنطقة. كما أفادت التقارير بأن المتمردين أخذوا حي الرشيدين وأجزاء من منطقة جامية الزهراء في حين وقعت اشتباكات نادرة بين الجيش ووحدات حماية الشعب في منطقة الشيخ مقصود. ذكر المركز أنه كان هناك ضحايا من الجانبين وقد فر المدنيون من المنطقة.
في 15 أبريل استولى المتمردون على منطقة سادكوب ومركز الشرطة في منطقة راموسه ولكن الجيش تمكن من استعادة الأرض المفقودة في المنطقة في وقت لاحق من ذلك اليوم. قتل ما لا يقل عن سبعة مقاتلين موالين للحكومة في المنطقة في حين قتل 18 متمردا في ذلك اليوم في مدينة حلب وحولها.
في 17 أبريل قام المتمردون بتفجير عبوات ناسفة تحت مواقع الجيش في ثكنة هنانو قبل مهاجمتها. زعمت وسائل الإعلام الحكومية أن الهجوم تم صده في حين ادعى نشطاء المعارضة أن المتمردين يتقدمون. ذكر المركز ان ما لا يقل عن 27 من القوات النظامية و20 متمردا من بينهم قائد لقوا مصرعهم في القتال. كما ادعى المركز أن المتمردين استولوا على مبان بالقرب من مبنى المخابرات الجوية.
في 18 أبريل أفيد بأن 25 مدنيا قتلوا وأصيب أكثر من 100 بجروح جراء قصف المتمردين على المناطق التي تسيطر عليها الحكومة في غرب حلب في اليوم السابق. كما ذكر المركز أن ضابطا بالجيش قتل أثناء اشتباكات في منطقة راموسه.
في 19 أبريل ورد أن الجيش استعاد أرضا حول محيط مبنى المخابرات الجوية ومنطقة الليرمون في حين ادعى أيضا أن المتمردين استولوا على نقطتي تفتيش على مشارف العزيزة. في الوقت نفسه ادعى المتمردون أنهم استولوا على قرية فجدان في جنوب حلب.
في 25 أبريل وقعت غرفة عمليات الشام ووحدات حماية الشعب هدنة في مدينة حلب. في هذا التاريخ فرضت المعارضة تعتيم السلطة على الأحياء التي تسيطر عليها الحكومة في حلب وصلت إلى الأسبوع الثاني.
في 26 أبريل وفقا للمرصد السوري لحقوق الإنسان تقدم المتمردون على محيط قاعدة المدفعية الزهراء بينما تقدم الجيش في منطقة المطاحن شرق زرزور. قيل أن ما لا يقل عن 13 جنديا وخمسة متمردين قتلوا في الاشتباكات التي وقعت في قاعدة المدفعية الزهراء وساحة المالية. ادعي أيضا أن دبابة تابعة للجيش معوقة في تلك المنطقة. في وقت لاحق من ذلك اليوم تمكن الجيش من دفع المزيد من شرق حلب عن طريق الاستيلاء على قرية شامير بعد اشتباكات عنيفة مع داعش. في الوقت نفسه يقال أن المتمردين تقدموا نحو قصر العدل الجديد وسيطروا على أجزاء منه.
في 27 أبريل أفيد بأن المتمردين فجروا غرفة التجارة في حلب القديمة التي كانت تستخدم كمقر قيادة للجيش. في الوقت نفسه قتل ما لا يقل عن 70 مدنيا وجرحوا جراء قصف المتمردين على المناطق التي تسيطر عليها الحكومة في حلب. زعمت مصادر المعارضة أن ما لا يقل عن 10 من المتمردين و14 من المقاتلين الموالين للحكومة بمن فيهم مدير مكتب رئيس المخابرات الجوية في حلب قتلوا في اشتباكات حول قصر العدل الجديد ومبنى المخابرات الجوية. أفيد أيضا بأن المتمردين أعلنوا بدء عملية عسكرية جديدة في شيخ نجار وعيزة عزيزة ومنطقة الشيخ سعيد وحلب القديمة.
في 28 أبريل توصل المتمردون والحكومة السورية إلى اتفاق في حلب وعادت الكهرباء في غرب حلب بعد أن قطعها المتمردون لمدة عشرة أيام في مقابل وقف الجيش للغارات الجوية. يبدو أن هذه الاتفاقية تعقد في 30 أبريل على الرغم من الانتهاكات الطفيفة. إلا أنه أفيد فيما بعد بأن القوات الجوية السورية قصفت مدرسة عين جالوت وقتلت ما لا يقل عن 20 شخصا من بينهم 17 طفلا. بحلول نهاية اليوم تم قطع الكهرباء إلى غرب حلب مرة أخرى.
في 29 أبريل تمكن الجيش من توطيد سيطرته على حي الرموشة. كما استعادت منطقة المطاحن وتقدمت نحو حي الشيخ سعيد.
في 30 أبريل استعاد المتمردون منطقة دوار البريج بعد أن أخذها الجيش في وقت سابق من ذلك اليوم. من ناحية أخرى فجر انتحاريان أنفسهما على تل الزرزور وتلة الشيخ يوسف. أسفرت الانفجارات عن تدمير العديد من الآليات والمركبات. أفيد أيضا بأن ثلاثة انتحاريين آخرين فجروا أنفسهم عند نقاط التفتيش بالقرب من تلال الشيخ يوسف والزرزور والمياس وسط تقدم المتمردين في المنطقة. ادعى المتمردون أن العشرات من المقاتلين الموالين للحكومة قتلوا وجرحوا في الاشتباكات. أفادت قناة الجزيرة أن أربع دبابات عطلها المتمردون في تل الشيخ يوسف.
في 1 مايو استولى المتمردون على دار الأيتام بالقرب من مبنى المخابرات الجوية في حين استعاد الجيش السيطرة على دوار البريج بعد أن خسر أمام المتمردين في اليوم السابق. في اليوم التالي استولت القوات الحكومية على منطقة المجال مما سيطر على المدخل الشمالي الشرقي لحلب. أدى ذلك أيضا إلى إغلاق القوات الحكومية إلى السجن المركزي.
في 4 مايو شارك الجيش في قتال عنيف أثناء محاولته الدفع من دوار بريج إلى سجن حلب المركزي المحاصر.
في 5 مايو تمكن المتمردون من استعادة عدة نقاط في البريج وسط وصول مئات من تعزيزات المتمردين من محافظات إدلب وحماة وحلب. وفقا للمرصد السوري لحقوق الإنسان قتل 21 مقاتلا من المتمردين و30 مقاتلا موال للحكومة في الاشتباكات بالإضافة إلى تضرر 3 دبابات للجيش. نفت مصادر المعارضة الأخرى التقرير الذي يقول أن قوات المتمردين لم تحرز أي تقدم في منطقة البريج. بعد أربعة أيام وفقا للمرصد السوري لحقوق الإنسان تمكن المتمردون من استعادة منطقة المجبل بتكلفة 27 مقاتلا على الأقل بينما عانى الجيش من إصابات عديدة. حتى 14 مايو كان القتال لا يزال جاريا بالقرب من البريج.
في 8 مايو ردمت بقايا فندق كارلتون سيتاديل وعدد من المباني القريبة منه قنبلة نفق مما أدى إلى وقوع إصابات بين صفوف الجيش. تم استخدام الفندق كقاعدة عسكرية. وفقا للمرصد السوري لحقوق الإنسان قتل ما لا يقل عن 14 مقاتلا موال للحكومة في الانفجار بينما ادعى المتمردون مقتل 50 شخصا.

## حصار سجن مكسور واستولى الشيخ نجار
في 20 مايو استولى الجيش على محطة الشيخ نجار لتوليد الكهرباء وتلة أغوب بجوارها مما فتح الطريق أمام السجن المركزي مما جعل القوات الحكومية تبعد كيلومترا واحدا عن مجمع السجن. كانت هناك أيضا تقارير تفيد بأن بعض الجنود قد وصلوا بالفعل لتعزيز السجن. بعد الاستيلاء على التل هاجم الجيش قرية هيلان وهو آخر معقل للمتمردين قبل السجن. كما أن الجيش لا يزال يعمل في القطاع 2 من المجمع الصناعي.
في اليوم التالي استولى الجيش على حيلان حيث قامت القوات الحكومية بكسر الطريق المؤدي إلى السجن. في الوقت نفسه فجر المتمردون مستشفى الكندي خوفا من إمكانية استخدامه لمراقبة طرق إمداد المتمردين إذا تمكنت القوات الحكومية المتقدمة من الاستيلاء عليه. بعد وقت قصير وصلت دبابات الجيش إلى مواقع واقعة على بعد 500 متر تقريبا من مجمع السجن. شهدت المنطقة قصف مدفعي كثيف حيث أسقطت القوات الحكومية 30 برميلا على الأقل من البراميل المتفجرة من طائرات الهليكوبتر العسكرية على مدار 24 ساعة الماضية حيث انسحبت قوات المتمردين بسرعة من المنطقة بسبب قوة النيران المتفوقة للحكومة. خلال يومين من القتال قتل ما لا يقل عن 50 متمردا.
في 22 مايو قام الجيش أخيرا بكسر الحصار عن السجن حيث دخلت الدبابات والعربات المدرعة إلى المجمع. سقطت القوات الجوية أكثر من 100 برميل متفجر خلال الدفعة الأخيرة للوصول إلى السجن. هذا يضع النهج الشمالي الشرقي لحلب تحت سيطرة القوات الحكومية. عند هذه النقطة لأول مرة دخلت فرقة استطلاع الجيش واحدة من شوارع منطقة ماساكين هنانو الشرقية.
بحلول 25 مايو كان الجيش يسيطر على معظم المنطقة الصناعية على بعد 16 كيلومترا (9.9 ميل) شمال شرق حلب باستثناء القسم الشمالي واستولت على بلدة جبيله بجوار السجن. بحلول 8 يونيو كان الجيش قد أمن تماما المدينة الصناعية التي نظمها المتمردون كحصن وزرعوا الألغام وحفروا عشرات الأنفاق في المنطقة. أفيد بأن مئات المتمردين فجروا أنفسهم بدلا من الاستسلام.
في 31 مايو أصيب عدد من المباني بالقرب من سوق الزهراوي في حلب القديمة بأضرار من جراء قنبلة نفق وفقا لفيديو يوتيوب حملته الجبهة الإسلامية. ادعى المتمردون أن الهجوم أدى إلى وقوع خسائر بين صفوف الجيش. ادعى الجيش السوري أن ما لا يقل عن 20 جنديا قتلوا في الانفجار بينما زعمت الجبهة الإسلامية أنها قتلت 40 شخصا.
في 4 يوليو سيطر الجيش على منطقة شيخ النجار الصناعية وبعد يومين استولوا على بلدة كفر صغير شمال شرق حلب مما جعل المسافة بين المناطق التي يسيطر عليها الجيش ومدرسة المشاة التي يسيطر عليها المتمردون إلى مدينة واحدة فقط. ومع ذلك تدهورت حالة المتمردين حيث كان الجيش قريبا من قطع جميع طرق الإمداد إلى المناطق التي تسيطر عليها المعارضة في حلب.

## صد هجمات المتمردين المضادة واستمرار تقدم الجيش
في 29 يوليو قتل ما لا يقل عن 13 من أفراد الجيش السوري من جراء نفقتين مفخختين تحت مبنى للشرطة بالقرب من قلعة حلب.
بحلول منتصف أغسطس بقيت ثلاثة أميال فقط قبل أن يتمكن الجيش من قطع خطوط إمداد المتمردين تماما في المدينة بعد أن تدهور موقف قوات المعارضة في الشهر السابق عقب الهجمات الفاشلة التي قام بها المتمردون والتي حاولت طرد القوات الحكومية من المنطقة الصناعية. كما حاول المتمردون الاستيلاء على الأكاديمية العسكرية في الضواحي الغربية للمدينة في محاولة لإجبار القوات الحكومية على الانتقال من الشرق إلى الغرب. لكن الهجوم انتهى بكارثة بعد تعرض المتمردين لضربات جوية متكررة حتى في الليل جعلت من المستحيل نقل الرجال والأسلحة بحرية.
كما استولت القوات الحكومية على تلين وثلاث قرى في ريف حلب الغربي في حين كانت هناك مطالبات متنافسة على مدينة خان طومان. في 18 أغسطس استولى الجيش على تلة خان تومان.

## تجدد هجوم الجيش شمال المدينة
في 3 أكتوبر استولى الجيش السوري المدعوم من مقاتلي الجبهة الوطنية على مدينة الحنارة وتل هندارات مما وضع المناطق التي يسيطر عليها المتمردون في حلب تحت الحصار.
في 9 أكتوبر ادعى الجيش أنه استولى على مزارع حندرات وقرية بابينيس جنوب مدرسة المشاة التي يسيطر عليها المتمردون.
في 11 أكتوبر تقدم المتمردون في حي الراشدين حيث سيطروا على بعض المباني. بعد يومين تقدموا أيضا في منطقة سليمان الحلبي بالقرب من ثكنة هنانو وفي قرية سيفات. في 13 أكتوبر وفقا للمفوضية السامية لحقوق الإنسان قدم المتمردون تقدما يمكن أن يقطع طرق الإمداد إلى قاعدة سيفات التي تسيطر عليها الجيش وقاعدة هندرات وحندرات.
في 18 أكتوبر استولى الجيش على قرية الجبيلة ومصنع الإسمنت شمال سجن حلب المركزي مما أنهى محاولات المتمردين لعزل الجيش في سيفات وحندرات. كما استولوا على مصنع حلب للزجاج وفي اليوم التالي استولوا على قرية المسلمية.
في 9 نوفمبر وصل مبعوث للأمم المتحدة إلى سوريا لإجراء معسكرات ووضع اقتراح لوقف إطلاق النار في حلب. تفيد التقارير بأن الاقتراح شمل مقاطعات هنانو وبني زيد وصلاح الدين والراموسه وحندرات والشيخ سعيد والليرمون حيث يلتزم الجيش السوري والجبهة الإسلامية بوقف إطلاق النار. ثم ينزعون هذا السلاح وينقلون بأمان إلى الحدود السورية التركية. رفض المتمردين اقتراح وقف إطلاق النار بحلول 13 نوفمبر 2014.
في 17 نوفمبر أفاد مصدر إعلامي تركي أن جمال معروف قائد الجيش السوري الحر في حلب فر إلى تركيا وسحب معه أكثر من 14000 من قوات المعارضة. نتيجة لذلك فقد الجيش الحر السيطرة على بوابة باب الهوى الحدودية مع تركيا التي هي الآن تحت سيطرة أحرار الشام.
في 24 نوفمبر وفقا لما ذكره المصدر فإن دخول الجيش السوري في شرق حلب اقترن بنجاحه في دوار الجندول حيث أجبر الأخير الجبهة الإسلامية على التراجع عن الطريق الرئيسي الذي يربط بين دوار الجندول والعويجة. أدى النجاح في دوار الجندول إلى دخول الجيش السوري إلى شرق حلب وإذا استولى هذا الأخير على منطقة هنانو فإنه سيعطل طريق إمدادات الجبهة الإسلامية إلى الشرق. كما فحص الجيش محاولة جبهة النصرة الدخول إلى قريتي النبل والزهراء. فقدت جبهة النصرة ما لا يقل عن 179 مسلحا بين 23 و28 نوفمبر. بحلول نهاية نوفمبر كان الجيش قد سيطرت على 80٪ من العويجة وأجزاء من هنانو ومعظم حندرات.
في 7 ديسمبر حصل الجيش على تقدم جديد أخذ منطقة بريج شمال شرق مدينة حلب وقتل ما لا يقل عن 24 متمردا وجهاديا. في اليوم التالي تقدم الجيش حول حندرات وتمكن من السيطرة على مناطق البريج والحجل والمجبل في حلب مع إطلالة على حنانو وحيدرية ودوير الجندول.
في 9 ديسمبر دخلت قوات الجيش السوري وكتائب البعث وجبهة الدفاع الوطني في منطقتي العويجة والبيادين.
في 11 ديسمبر اقتحم الجيش العربي السوري - المدعوم من قوات الدفاع الوطني وكتائب البعث - مقالع الحجر في جنوب البريج مما أسفر عن مقتل عدد من مسلحين من الجبهة الإسلامية واستعادة الأرض التي استولى عليها الأخير في الأسبوع السابق. تمكن الجيش السوري وحلفاؤه من محاربة الماضي المحاجر الحجر ومواصلة دفع جنوبا نحو منطقة هنانو الاستراتيجية في حلب. تعرضت الجبهة الإسلامية لخسائر كبيرة في البريج خلال الأيام السبعة الماضية التي يقدر عددها بأكثر من 60 قتيلا. في العمارية قامت قوات الدفاع الوطني بتفجير عبوات ناسفة تحت مبنى يضم نحو 40 من مقاتلي أحرار الشام وربما قتلوا العشرات.
في 13 ديسمبر قال المرصد السوري لحقوق الإنسان الذي يتخذ من بريطانيا مقرا له أن مدفع الجحيم وهو سلاح هجومي يشبه الهاون تستخدمه المعارضة قتل أكثر من 300 مدني معظمهم في حلب.
في 14 ديسمبر تقدم الجيش واستولى على منطقة الملاح مع محاولات أخرى من قبل الجيش للاستيلاء على المنطقة غرب الملاح وبالتالي قطع طريق كاستيلو أخيرا. كما تقدمت القوات الحكومية واستولت على الأجزاء الجنوبية والغربية من حي مدينة حندرات وأغلقت في تلة حندرات التي تطل على طريق كاستيلو. قتل 34 متمردا وتسعة جنود خلال النهار.
في 26 ديسمبر أسقطت طائرات ومروحيات تابعة لسلاح الجو السوري عدة قنابل برميلية شمال شرق حلب مما أسفر عن مقتل 40 شخصا.
في 30 ديسمبر قتلت قنبلة قامت بها جماعة معارضة جديدة جبها شامية في البلدة القديمة وأصابت 20 جنديا حكوميا.